# Госпич
Госпич (на хърватски: Gospić) е град в Хърватия, административен център и главен град на Лишко-сенска жупания.

## Общи сведения
Госпич се намира в планинския и слабо населен исторически район Лика, ограден от планинските масиви на Велебит и Плешевица. Разположен е на 40 км от адриатическото крайбрежие и на 100 км северно от Задар.
През града преминава жп линията Сплит-Книн-Загреб, а близо до него и шосе А1, което го свързва със Задар и Загреб.
Името на Госпич произлиза от хърватската дума „Gospa“ („Госпожа“, което е хърватското название на Дева Мария).

## История
Районът е населен от дълбока древност, тук има поселения още от бронзовата и желязната епоха. През XI век няколко знатни рода започват да развиват икономически и културно малките градчета в региона - това са родовете Толимирович, Могорович, Тугомерич, Дисиславич и др. Първото споменаване на Госпич е от 1263 г. в исторически документ, касаещ осъществена замяна на имоти между краля и местния жупан Петър Толимирович. В този документ Госпич е упоменат със старото си име Касег.
Съвременното име на града се среща за първи път в източниците през 1605 г. През XVII век Госпич е завладян от османците и като част от своя санджак влиза първоначално в Румелийския (1528–1580), а по-късно в Босненския еялет (1580–1686). След 1918 г. вече го владеят австрийците. А след Втората световна война влиза в състава на Югославия.
След разпада на Югославия през 1991 г. между хърватите и сърбите от Сръбска Крайна избухва военен конфликт и градът пострадва жестоко от сръбските бомбардировки. Контрол над града хърватското правителство успява да наложи чак с Операция Буря през август 1995 г.

## Население
Според преброяването от 2011 г. в Госпич живеят 12745 души, от които 93 % хървати и около 5 % сърби.

## Родени в Госпич
- Изобретателят Никола Тесла е роден в близкото село Смилян през 1856 г.;
- Мирослав Кралевич (1885 г., Госпич – †1913, Загреб), хърватски художник;
- Анте Старчевич (1823-1896), хърватски политик и писател.